# Evergestis boursini
Evergestis boursini là một loài bướm đêm trong họ Crambidae.